# Chiesa e monastero dei Francescani di Ragusa
La chiesa e monastero dei Francescani sono un grande complesso appartenente all'Ordine dei Frati Minori. Si compone di un monastero, una chiesa, una biblioteca e una farmacia. Si trova a Placa, detta Stradun, la strada principale di Ragusa, in Croazia.
La chiesa si presenta all'interno a navata unica con altari barocchi. La chiesa conserva anche, oggi in sagrestia, un complesso di tavole composte in una pala, che costituivano l'altare dell'armadio delle reliquie, opera di Pierantonio Palmerini e commissionatenel 1527 dal patrizio Luca Bunic e completata probabilmente nel 1529.
Il convento comprende un con chiostro e vi ha annesso un museo.